# Davide Santon
Davide Santon (Portomaggiore, 2 de janeiro de 1991) é um ex-futebolista italiano que atuava como lateral-esquerdo.

## Carreira
Santon foi revelado nas categorias de base da Inter, sendo logo alçado ao time titular por José Mourinho.
Em 9 de setembro de 2022, anunciou sua aposentadoria dos gramados aos 31 anos, por conta de sucessivas lesões.

## Títulos
Internazionale
- Campeonato Italiano: 2009-10
- Coppa Italia: 2009-10
- Liga dos Campeões da UEFA: 2010